# 233è Esquadró de la RAF
El 233è Esquadró de la RAF va ser un esquadró de la Royal Air Force que va operar des de 1918–1919, 1937–1945, 1952–1957 i 1960–1964.L'esquadró es va formar a partir de diversos vols del Royal Naval Air Service (RNAS) i va participar en el final de la Primera Guerra Mundial abans de ser dissolt. L'esquadró va ser reformat amb l'arribada de la Segona Guerra Mundial. Al principi, va fer patrulles de reconeixement general abans de ser encarregat de les tasques de transport just abans del dia D. Poc després de la Segona Guerra Mundial, l'esquadró va ser novament dissolt, per ser reformat una vegada més el 1960. L'esquadró 233 es va dissoldre finalment el 1964.

## Història

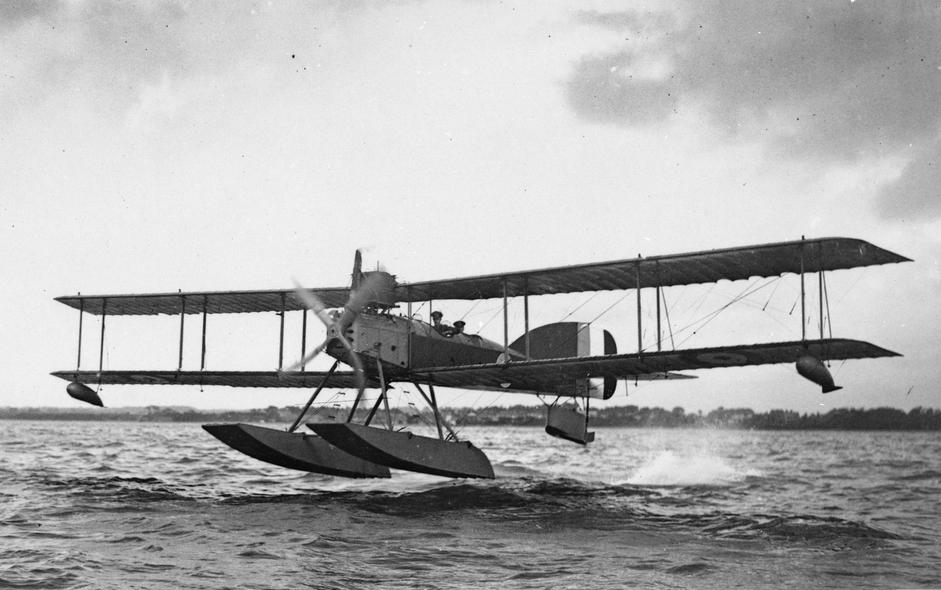
Hidroavió tipus 184 curt. Aquest tipus d'avió va ser utilitzat per l'esquadró des d'agost de 1918 fins al maig de 1919.

### Primera Guerra Mundial
L'esquadró es va establir a Dover el 31 d'agost de 1918, utilitzant vols des d'antigues estacions RNAS a Dover i Walmer que havien estat absorbides per la RAF l'1 d'abril de 1918. Els vols núms. 407 i 491 van fer patrulles antisubmarines sobre l'estret de Dover, i el vol núm. 471 a Walmer operava Sopwith Camels i es va utilitzar per enfrontar-se als caces enemics basats a Bèlgica. El gener de 1919 el vol 491 es va traslladar a la RAF Walmer volant amb DH9 i a principis de primavera el 233è Esquadró es va traslladar a Walmer. El 233è Esquadró es va dissoldre el 15 de maig de 1919.

### Anys d'entreguerres

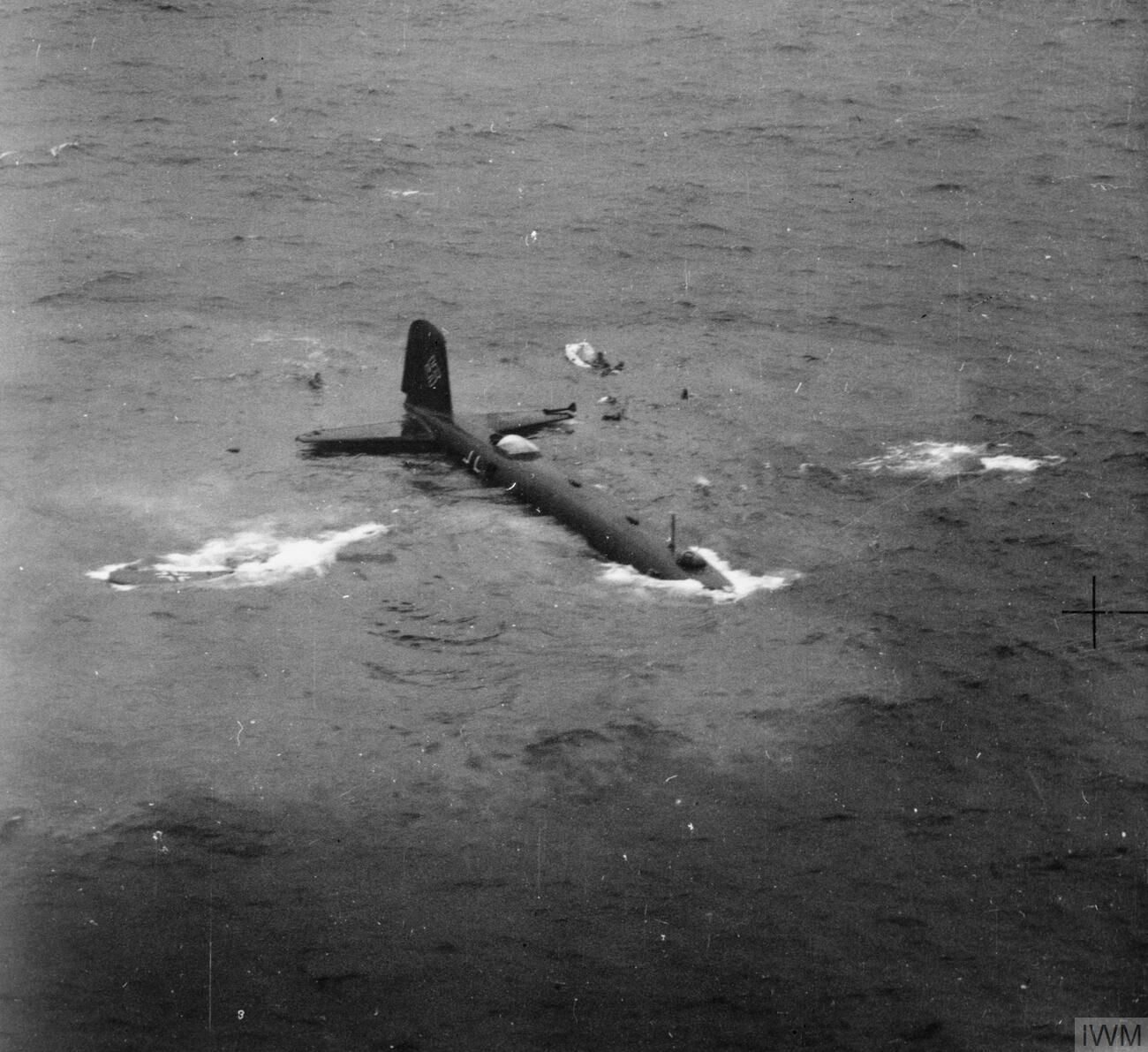
Fw-200 Condor s'enfonsa a l'oceà Atlàntic, a l'oest d'Irlanda, després de ser abatut per un Lockheed Hudson del 233è Esquadró de la RAF el 23 de juliol de 1941.

L'esquadró núm. 233 va ser reformat el 18 de maig de 1937 a RAF Tangmere com a part del Comandament costaner. Va utilitzar inicialment Avro Ansons per al reconeixement general fins a l'agost de 1938 quan es va traslladar a Escòcia i va començar a passar a operar Lockheed Hudson. Al principi, les patrulles van ser realitzades tant per Ansons com per Hudson, fins a l'últim vol d'Ansons el 10 d'octubre de 1939. A finals d'octubre, un vol de Bristol Blenheims s'havia afegit a l'esquadró, realitzant patrulles fins al gener de 1940.

### Segona Guerra Mundial
Al llarg de 1940, el 233 va ser un dels cinc esquadrons de la RAF equipats amb Hudson: els números 224 , el 233 i el 269 van operar sobre el mar del Nord al llarg de les costes noruegues i daneses, i els números 206 i 220 van operar des dels Països Baixos fins a Dinamarca. Quan Dinamarca i Noruega van ser envaïdes per Alemanya a l'abril, els esquadrons 220, 224 i 233 van fer atacs contra objectius terrestres i marítims, com els aeròdroms, pràcticament cada dia. A l'agost, diversos destacaments dels esquadrons d'Hudson van començar a operar des de RAF Aldergrove a Irlanda del Nord. El 25 d'octubre de 1940, tres Hudson del 233 es van enfrontar a l'U-46, davant de la costa de Noruega, danyant greument el submarí i obligant-lo a tornar al port. Al desembre, el 233è Esquadró havia completat el seu trasllat a Aldergrove.
El maig de 1941 un Hudson de l'esquadró es va enfrontar i va abatre un bombarder Heinkel He 111. Més tard, al juny, l'esquadró va danyar dos submarins, i el 23 de juliol un avió de l'esquadró 233 va abatre un bombarder de reconeixement de llarg abast Focke-Wulf Fw 200 Condor que estava atacant un comboi britànic. L'esquadró 233 va ser traslladat a RAF St Eval a Cornualla l'agost de 1941 per tal de fer patrulles sobre el golf de Biscaia. Durant les primeres setmanes d'operacions fora de St Eval, l'esquadró va danyar un vaixell enemic i va atacar quatre submarins, patint la pèrdua d'un Hudson.

#### Operacions fora de Gibraltar

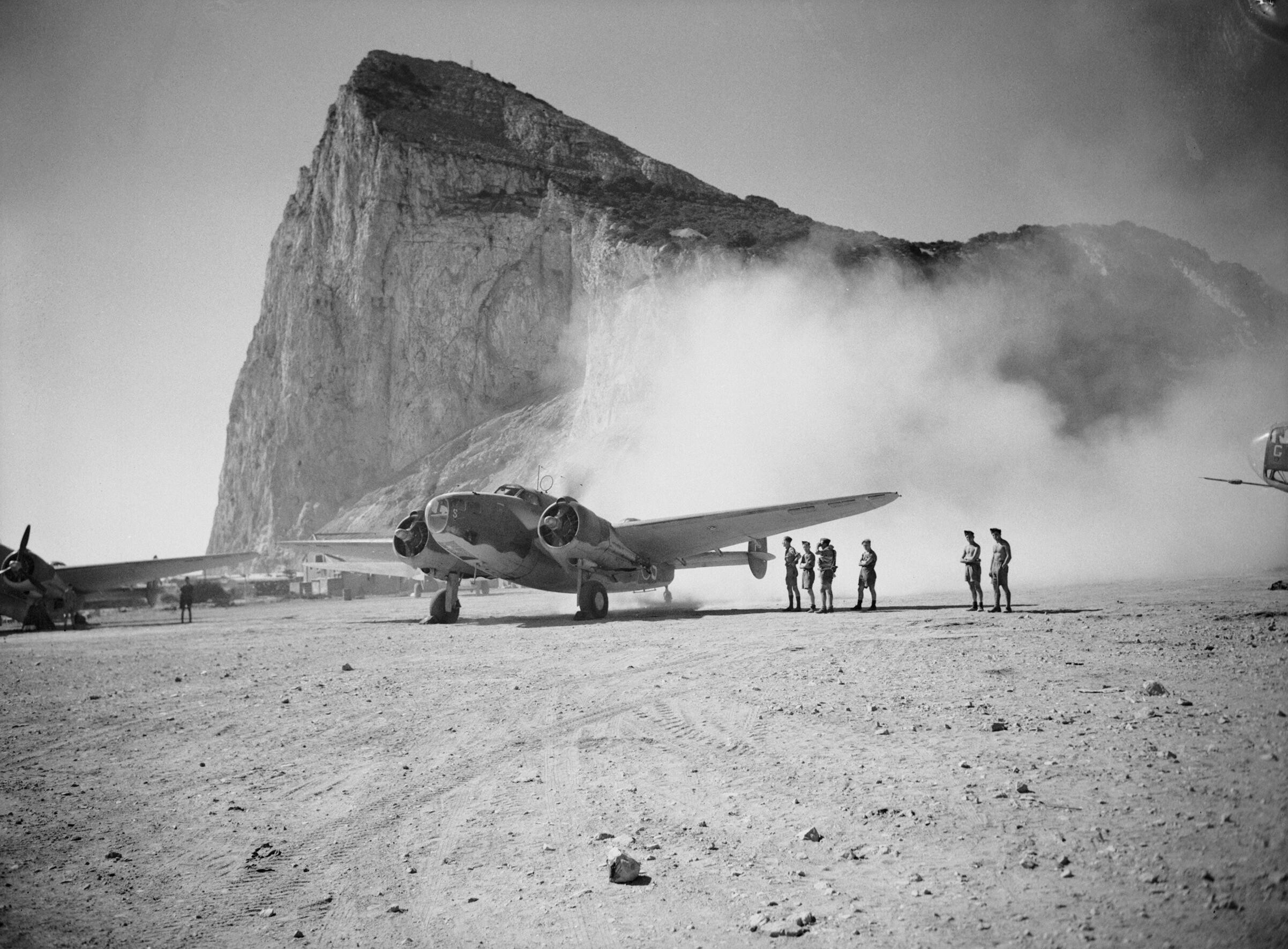
Lockheed Hudson del 233è Esquadró de la RAF preparant-se per a l'enlairament l'agost de 1942, amb el Penyal de Gibraltar al fons

Un destacament del 233è Esquadró va ser enviat a Gibraltar el desembre de 1941, i gradualment la resta de la unitat va seguir (tot i que un altre destacament va quedar a RAF Thorney Island). No va ser fins al juliol de 1942 que l'esquadró es va reunir completament a Gibraltar, on va romandre fins al febrer de 1944.
El 233 era un dels tres esquadrons d'Hudson a Gibraltar acabats d'arribar del Regne Unit; immediatament va assumir les operacions antisubmarines. L'esquadró va obtenir la seva primera victòria sobre submarins l'1 de maig de 1942, quan el P/O Camacho va atacar l'U-573, però no semblava causar cap dany al submarí.  Més tard el mateix dia, l'U-boat va ser detectat per un altre Hudson, i un atac el va obligar a submergir-se, però immediatament va tornar a la superfície i va assenyalar la seva rendició. L'U-boat es va enfonsar més tard pels danys que s'havien rebut en el primer atac. El 233è Esquadró va participar en l'operació Torxa, donant cobertura, abans del desembarcament aliat al nord d'Àfrica francès.
El 1943 hi havia quatre esquadrons d'Hudson sortint volant de Gibraltar i Algèria: els números 48, 233, 500 i 608. A la primera part de l'any, el 233 es va utilitzar en tasques antisubmarines, tot i que a mesura que el 1943 avançava el ritme de les operacions va començar a disminuir, i les unitats estaven involucrades principalment en l'escorta de combois, ja sigui de dia o de nit, i gran part de les seves funcions eren els vols meteorològics.
Al març, l'esquadró es va enfrontar a no menys de sis submarins enemics. El 28 de març de 1940, un Hudson de l'esquadró 48 es va enfrontar i va danyar l'U-77 abans de demanar ajuda per ràdio. Va arribar llavors un Hudson del 233 i va atacar l'U-boat, que va tornar el foc amb canons antiaeris. Un atac de càrregues de profunditat contra l'U-boat des de l'avió del 233 va destruir el submarí alemany i la mort va ser acreditada tant a l'esquadró 48 com al 233. El 5 d' abril de 1940 un altre Hudson del 233è esquadró va atacar i danyar l'U-167 davant de les illes Canàries. És probable que aquest fos el mateix U-boat que va ser enfonsat més tard aquell dia per un altre avió de l'esquadró. Dos dies després, el 7 d'abril, l'U-447 va ser enfonsat per l'esquadró.
Durant l'estiu de 1943, el 233è Esquadró va abatre almenys dos Còndors FW-200. Al voltant d'aquesta època, els Hudson de l'esquadró van ser muntats amb coets que els van donar una major potència de foc quan s'enfrontaven als submarins que romanien a la superfície per lluitar contra l'avió atacant. Al desembre, un Hudson de l'esquadró va utilitzar els seus coets per enfonsar l'U-667, que havia estat detectat per un Vickers Wellington de l'esquadró número 179 i capturat al Llum Leigh del Wellington.
Des d'octubre de 1943 fins al febrer de 1944 un destacament del número 233 va estar assentat a les Açores fins que l'esquadró va ser revocada al Regne Unit. La reducció de l'activitat dels submarins a la zona, després dels èxits aliats a terra, va fer que els esquadrons 48 i 233 tornessin al Regne Unit a principis de 1944, per convertir-se en unitats de transport.

#### Comandament del Transport

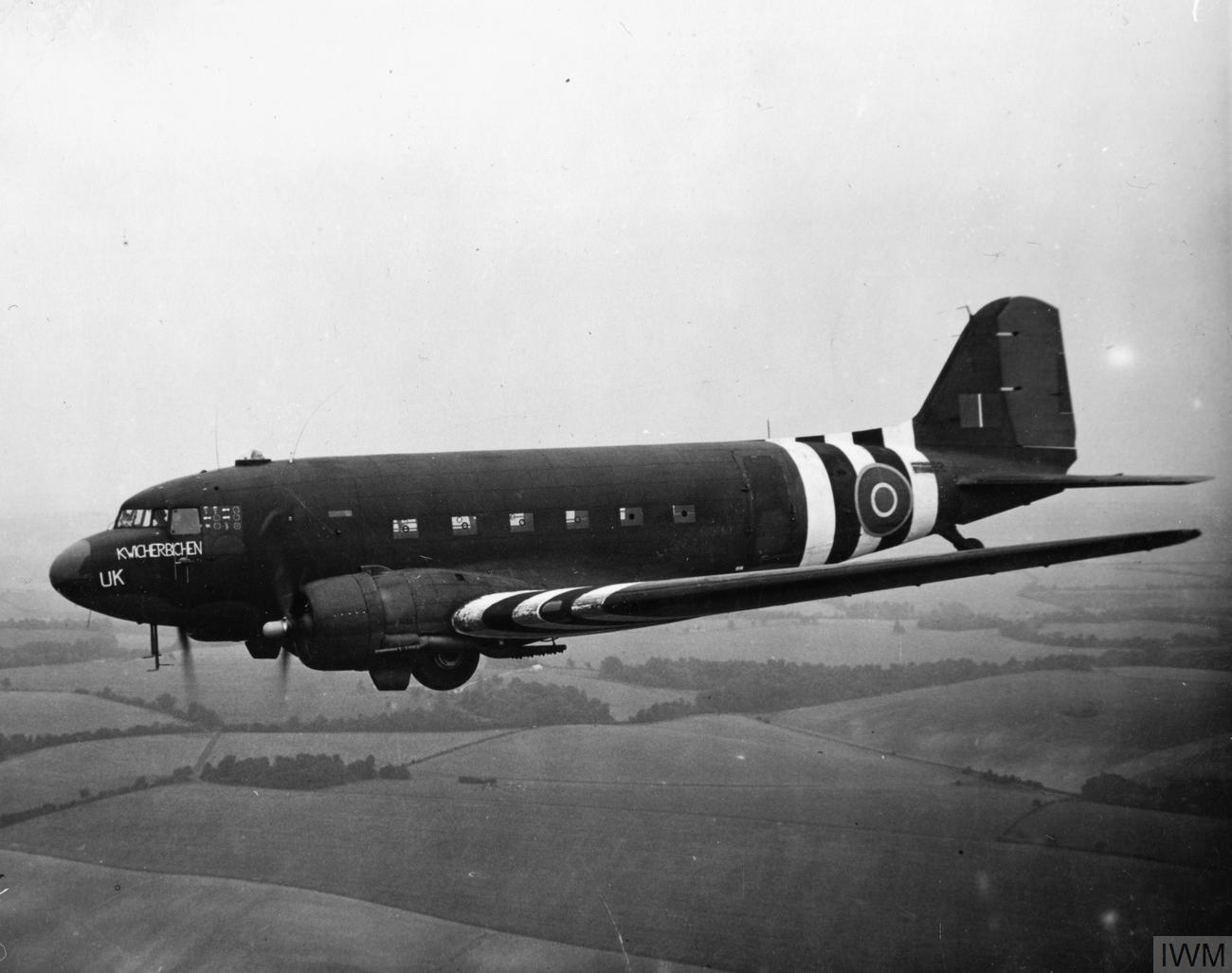
Douglas Dakota Mark III, FZ692 '5T-UK' "Kwicherbichen", de l'esquadró núm. 233 de la RAF amb seu a RAF Blakehill Farm. L'avió torna al Regne Unit amb ferits del front de batalla de Normandia. Les ratlles d'invasió estan pintades al costat de l'avió.

Al seu retorn al Regne Unit, l'esquadró 233 estava equipat amb Douglas Dakotas per utilitzar-los amb forces aerotransportades, com a part del Comandament de Transport de la RAF. Una companyia de paracaigudistes del 1r Batalló de Paracaigudistes del Canadà es va adjuntar a l'esquadró per ajudar en els seus pocs mesos d'entrenament. El dia D hi havia trenta Dakotas del número 233, i uns quants Ansons. Dels Dakotas de la primera onada, sis es van utilitzar per remolcar planadors, la resta portava tropes de la 3a Brigada de Paracaigudistes. Més tard durant el dia, l'esquadró va fer vint-i-un vols de subministrament, perdent quatre avions. Després de fer missions d'evacuació des del cap de platja, el número 233 va fer trenta-set sortides durant el pont aeri d'Arnhem durant els seus primers dies. Van seguir trenta-cinc sortides de reabastament en les quals l'esquadró va perdre tres avions.
L'esquadró va realitzar vols de transport general entre el Regne Unit i l'Europa ocupada fins que vint-i-quatre Dakotas van ser utilitzades per a l'última gran ofensiva sobre el Rin el març de 1945. A l'agost el número 233 va començar a traslladar-se a l'Índia, encara que els japonesos es van rendir davant l'esquadró s'hagués reunit completament. Després de fer sortides de transport general al sud-est asiàtic, l'esquadró es va fusionar amb el 215è Esquadró el desembre de 1945.

#### Pilots notables
Almenys cinc pilots de l'esquadró van ser condecorats durant la Segona Guerra Mundial.
- Arthur Terence Maudsley era sergent en els primers dies de la guerra, i va rebre la Medalla dels vols distingits abans de ser promogut a oficial pilot el 22 de juny de 1940. Aleshores, mentre volava amb el 233 esquadró, va rebre la Creu dels Vols Distingits (DFC) el 24 de desembre de 1940.[6]  Maudsley va ser promogut posteriorment a oficial de vol[7] i després tinent de vol.[8]Va ser Cap d'esquadró amb el 779è esquadró quan va resultar mort el 7 de setembre de 1943.[9]
- Un canadenc, Everett Large Baudoux es va convertir en un oficial pilot en funcions el novembre de 1939,[10] i va ser confirmat en aquest rang el març de 1940.[11] Va ser ascendit a oficial de vol el 5 de novembre de 1940,[12] i estava amb el 233 quan va rebre la DFC el 17 de gener de 1941.[13] El novembre d'aquell any va ser ascendit a tinent de vol.[14] Baudoux era un líder d'esquadró en funcions (encara amb el 233 esquadró) quan se li va concedir l'Orde del Servei Distingit (DSO) el 20 d'abril de 1943.[15] Es va traslladar a la Royal Canadian Air Force el 3 de maig de 1945.[16]
- John William Barling també va començar a les files, sent sergent de vol quan va rebre la comissió d'oficial de pilot l'1 de maig de 1942.[17] Va rebre la DFC amb el 233è Esquadró el 16 de febrer de 1943,[18] després d'haver estat ascendit a oficial de vol el novembre de 1942.[19] Va ser ascendit a tinent de vol el maig de 1944.[20] El 1945, aleshores amb l'esquadró 224, Barling va rebre la DSO.[21]  Després de la guerra va prendre una comissió permanent com a oficial de vol,[22] i va ser ascendit a tinent de vol substantiu el 1946.[23]  Promogut a cap d'esquadró el 1951,[24] es va retirar en aquest rang el 1963,[25] però va prendre una comissió de reserva com a oficial de vol a la Branca de Formació el 1965.[26][27]  Va renunciar a aquesta comissió el 1971.[28]
- Alastair Cavendish Lindsay Mackie va rebre la comissió com a pilot oficial en funcions el maig de 1941,[29] i va ser ascendit a oficial de vol el maig de 1942.[30]  L'abril de 1943 va rebre la DFC mentre volia amb l'esquadró 178,[31] abans de ser ascendit a tinent de vol al maig.[32] Al desembre de 1944 se li va atorgar una barra al DFC mentre volava amb el 233è Esquadró.[33]  Mackie va rebre una comissió permanent com a tinent de vol al final de la guerra,[34][35] va ser ascendit a cap d'esquadró el 1950.[36] A la Llista d'Honors de la Coronació de 1953 se li va concedir la Menció de la Reina per Servei valuós a l'aire.[37] Va ser ascendit a comandant d'ala el 1956,[38] capità de grup el 1961,[39] i comodor de l'aire el 1966, havent estat també nomenat comandant de l'Ordre de l'Imperi Britànic (CBE).[40] Es va jubilar el 30 de setembre de 1968.[41]
- Peter Ian Burden també era sergent de vol abans de ser encarregat com a oficial de pilot el juliol de 1942.[42] Promogut a oficial de vol el gener de 1943,[43] tinent de vol el juliol de 1944,[44] va rebre la Menció del Rei pel Servei Valorable a l'aire[45] i la DFC (amb el 233 esquadró) el 29 de desembre de 1944.[33]  Burden va deixar el servei a temps complet després de la guerra, però va romandre a la Reserva de Voluntaris de la Royal Air Force, conservant el seu rang,[46][47] va renunciar a la seva comissió el 7 de setembre de 1953.[48]

### Postguerra
L'esquadró es va reformar el 1953 com un esquadró de conversió operacional de l'OCU entrenant pilots per convertir-los d'un avió de prop a un avió de reacció.
Va ser estacionat a Gal·les del Sud a la RAF Pembrey Carmarthenshire.

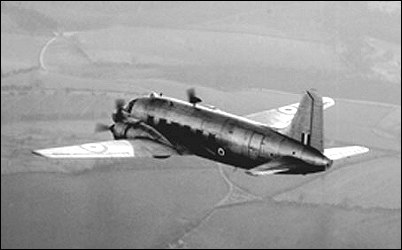
Avió de transport Vickers Valletta. Aquest tipus d'avió va ser utilitzat per l'esquadró en els seus últims anys d'existència fins a la seva dissolució el 31 de gener de 1964.

Entre 1952 i 1957 volà avions a reacció De Havilland Vampire.
L'esquadró núm. 233 va ser reformat una vegada més l'1 de setembre de 1960 quan el vol de Vickers Valetta del 84è esquadró  es va separar per formar el número 233 a Khormaksar. L'esquadró es va utilitzar llavors per proporcionar transport general per a l'exèrcit britànic al protectorat d'Aden. Durant el novembre/desembre de 1961, l'Esquadró va participar en l'esforç d'alleujament d'inundacions del riu Juba a Somàlia, amb Valettas fent volar les caigudes de subministrament.
Es va dissoldre el 31 de gener de 1964.

## Bases de l'esquadró
| Bases de l'esquadró         | Dates                                                      |
| --------------------------- | ---------------------------------------------------------- |
| Dover                       | 31 d'agost de 1918 – Març de 1919                          |
| RAF Walmer                  | de març de 1919-15 de maig de 1919                         |
| RAF Tangmere                | 18 de maig de 1937                                         |
| Thornaby                    | 9 de juliol de 1937                                        |
| RAF Leuchars                | 23 de setembre de 1938                                     |
| RAF Montrose                | 26 de setembre de 1938                                     |
| RAF Leuchars                | 6 d'octubre de 1938                                        |
| RAF Aldergrove              | 3 d'agost de 1940                                          |
| RAF Leuchars                | 14 de setembre de 1940                                     |
| RAF Aldergrove              | 8 de desembre de 1940                                      |
| RAF St Eval                 | 8 d'agost de 1941                                          |
| RAF Gibraltar (Destacament) | 1 de desembre de 1941 – juliol de 1942                     |
| RAF Thorney Island          | 2 de gener de 1942                                         |
| RAF Gibraltar               | 12 de juliol de 1942                                       |
| Lagens, Azores              | 23 d'octubre de 1943 – 24 de febrer de 1944                |
| Gosport                     | (A) 21 de febrer de 1944 (C) 29 de febrer de 1944          |
| RAF Bircham Newton (G)      | 1 de març de 1944                                          |
| RAF Blakehill Farm          | 5 de març de 1944                                          |
| RAF Odiham                  | 8 de juny de 1945                                          |
| Move to India               | 15 d'agost de 1945                                         |
| Tulihal RAF Pembrey         | 1 de setembre de 1945 – 15 de desembre de 1945 1952 - 1957 |
| RAF Khormaksar              | 1 de setembre de 1960 – 31 de gener de 1964                |

## Avions operats
| Avió                          | Període de servei                |
| ----------------------------- | -------------------------------- |
| Short 184                     | agost de 1918 – maig de 1919     |
| Sopwith Camel                 | agost de 1918 – novembre de 1919 |
| Airco DH.4 & Airco DH.9       | agost de 1918 – maig de 1919     |
| Avro Anson I                  | maig de 1937 – desembre de 1939  |
| Lockheed Hudson I, II, III, V | agost de 1939 – maig de 1944     |
| Douglas Dakota III            | març de 1944 – desembre de 1945  |
| DH Vampire T11                | 1952 - 1957                      |
| Vickers Valetta C.1           | setembre de 1960 – gener de 1964 |